# Anna Zádor
Anna Zádor (geboren 24. September 1904 in Budapest, Österreich-Ungarn; gestorben 3. März 1995 in ebenda) war eine ungarische Kunsthistorikerin.

## Leben
Anna Zádor studierte von 1922 bis 1926 Kunstgeschichte an der Budapester Péter-Pázmány-Universität unter anderem bei Anton Hekler. Die nächsten zehn Jahre arbeitete sie unbezahlt als wissenschaftliche Assistentin. Sie forschte über den Mailänder Architekten  Leopoldo Pollack und dessen Bruder Mihály Pollack, der wesentliche Bauten in Pest und Buda geschaffen hatte. 1939 gewann sie zusammen mit Jenő Rados einen Preis der Ungarischen Akademie der Wissenschaften (MTA).
Sie wurde als Jüdin im Horthy-Regime zunehmend diskriminiert und nach der deutschen Besetzung Ungarns im Oktober 1944 von den Pfeilkreuzlern im Budapester Ghetto inhaftiert. Sie wurde mit anderen Budapester Juden auf einen Gewaltmarsch zum Bau des Südostwalls in den Westen geschickt, wurde auf dem Weg dorthin in Hegyeshalom befreit.
Im Jahr 1951 wurde sie wissenschaftliche Angestellte von Lajos Fülep an der Budapester Universität (ELTE). 1961 wurde sie promoviert. 1974 wurde sie emeritiert, arbeitete aber weiter und veröffentlichte 1976 eine Architekturgeschichte des Klassizismus und der Romantik.
Sie gab mehrere Werke von Ernst Gombrich in ungarischer Übersetzung heraus, so 1972 Kunst und Illusion und 1999 Zur Kunst der Renaissance.

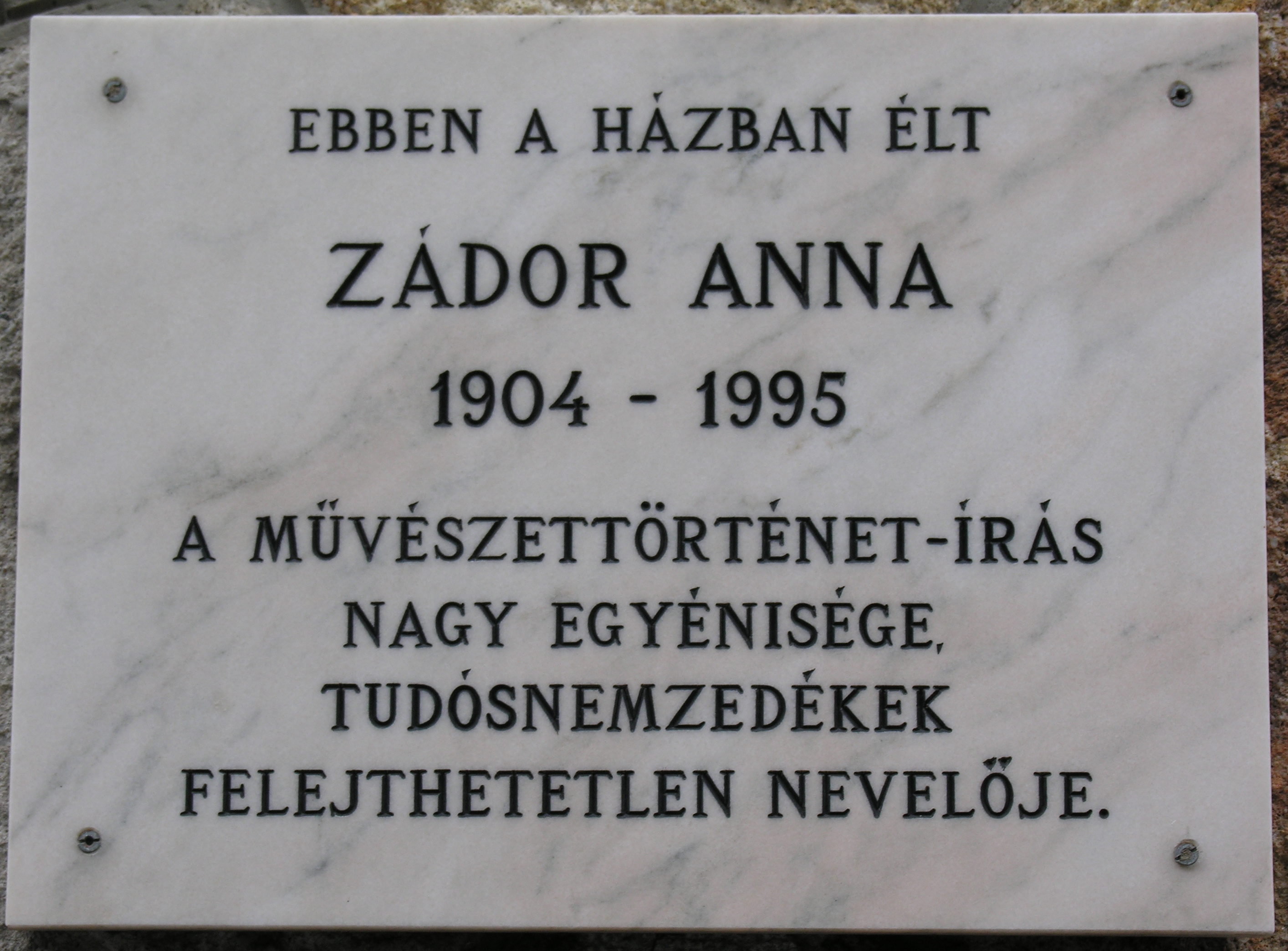
Gedenktafel im II. Bezirk

Sie erhielt 1992 den Kossuth-Preis.

## Schriften (Auswahl)
- Olasz építészet-elméletek a renaissance és barokk korában. Mit: Italienische Architekturtheorien der Renaissance- und Barockzeit. Kurzer Inhaltsüberblick. Budapest : Athenaeum, 1926
- Leopoldo Pollack és Pollák Mihály. In: Archaeologiai Értesítő Bd. 45, 1931
- mit Jenő Rados: A klasszicizmus és romantika építészete Magyarországon. Budapest : A Magyar Tudományos Akadémia kiadasa, 1943
- Goya y Lucientes: 1746–1828. Budapest, 1953
- Magyar művészet : 1800–1945. Budapest, 1958
- Pollack Mihály 1773–1855. Budapest : Akadémiai Kiadó, 1960
- A magyar nemzeti múzeum. Budapest, 1961
- A magyar reformkor művészete. 1961
- mit István Genthon, Jolán Balogh: Művészeti lexikon. Budapest : Akadémiai Kiadó, 1965–1968
- Pollack Mihály Fejér megyei működése. Székesfehérvár : István Király Múzeum, 1967
- Az esztergomi főszékesegyház. Budapest, 1970
  - Die Kathedrale von Esztergom. Fotos von Lajos Dobos. Übersetzung Heribert Thierry. Budapest : Corvina, 1970
- Klasszicizmus és romantika. 1976
  - Die Architektur des Klassizismus und der Romantik in Ungarn. Eigene Übersetzung. Budapest : Corvina, 1985
- Der englische Garten in Ungarn. In: Die Gartenkunst 1990, Heft 1, S. 41–52